# Río Tingo (Río Huallaga)
Der Río Tingo ist ein etwa 40 km langer linker Nebenfluss des oberen Río Huallaga in Zentral-Peru in der Region Pasco.

## Flusslauf
Der Río Tingo entspringt 3 km nordwestlich der Regionshauptstadt Cerro de Pasco auf einer Höhe von ungefähr 4330 m. Er fließt in überwiegend nordnordöstlicher Richtung durch die westlichen Ausläufer der peruanischen Zentralkordillere. 5 km oberhalb der Mündung befindet sich die Ortschaft Pallanchacra am linken Flussufer. Der Río Tingo mündet schließlich auf einer Höhe von etwa 2788 m nahe der Grenze zur Provinz Ambo in den nach Norden fließenden Río Huallaga. Eine Nebenstraße, die fast dem kompletten Flusslauf folgt, verbindet Cerro de Pasco mit dem nördlich gelegenen Huallaga-Tal.

## Einzugsgebiet
Der Río Tingo entwässert ein Areal von etwa 290 km². Das Einzugsgebiet liegt in den Provinzen Pasco und Daniel Alcides Carrión sowie zu einem sehr kleinen Teil in der Provinz Ambo. Es grenzt im Osten an das des oberstrom gelegenen Río Huallaga, im Südwesten an das des Río San Juan, eines Zuflusses des Río Mantaro, sowie im Westen an das des Río Huertas.